# Paracantha gentilis
Paracantha gentilis är en tvåvingeart som beskrevs av Erich Martin Hering 1940. Paracantha gentilis ingår i släktet Paracantha och familjen borrflugor. Inga underarter finns listade i Catalogue of Life.